# Georg Keßler
Georg Keßler (Sankt Ingbert, 23 september 1932) is een Duits voormalig voetballer, Nederlands bondscoach en voetbaltrainer.

## Carrière

### Jeugdjaren
Keßler had een Duitse vader en een Nederlandse moeder. Toen hij vijf jaar oud was, overleed zijn vader en keerde hij met zijn moeder terug naar Nederland. Hij groeide op in het Zuid-Limburgse Sittard en ging voetballen in de jeugd van Sittardse Boys.

### Voetballer
Op zijn achttiende vertrok hij naar Maurits dat uitkwam in de Eerste klasse, de hoogste voetbalafdeling. Hij speelde als verdediger. Na drie seizoenen, waarin hij in achttien competitieduels uitkwam, stapte hij over naar Sittardia.
In de afgebroken competitie in het najaar van 1954, voor de invoering van het profvoetbal in Nederland, speelde hij negen duels voor Sittardia waarin hij twee keer scoorde (beide keren uit een strafschop). 
Daarna voetbalde hij nog twee jaar in het tweede elftal van MVV en een seizoen in het tweede team van Fortuna '54. 
De doorbraak naar de hoofdmacht bleef uit en op 26-jarige leeftijd ging hij naar de amateurs. Hij werd in 1958 speler-trainer bij de Sittardse derdeklasser Sanderbout. De club werd ongeslagen kampioen. 

### Opleiding
Ondanks dit succes stopte hij in 1959 als speler om de opleiding voor sportleraar en voetbaltrainer te volgen aan de Sporthochschule in Keulen. 
Hij werd de rechterhand van docent Hennes Weisweiler. In maart 1960 trad hij in dienst van de Duitse voetbalbond DFB als districtstrainer en opleider van het Verband Mittelrhein.

### KNVB
Na 4,5 jaar werkzaam te zijn geweest voor de DFB, keerde hij terug naar Nederland. Hij ging op 1 september 1964 aan de slag bij de KNVB als bondscoach voor de nationale jeugdselecties.

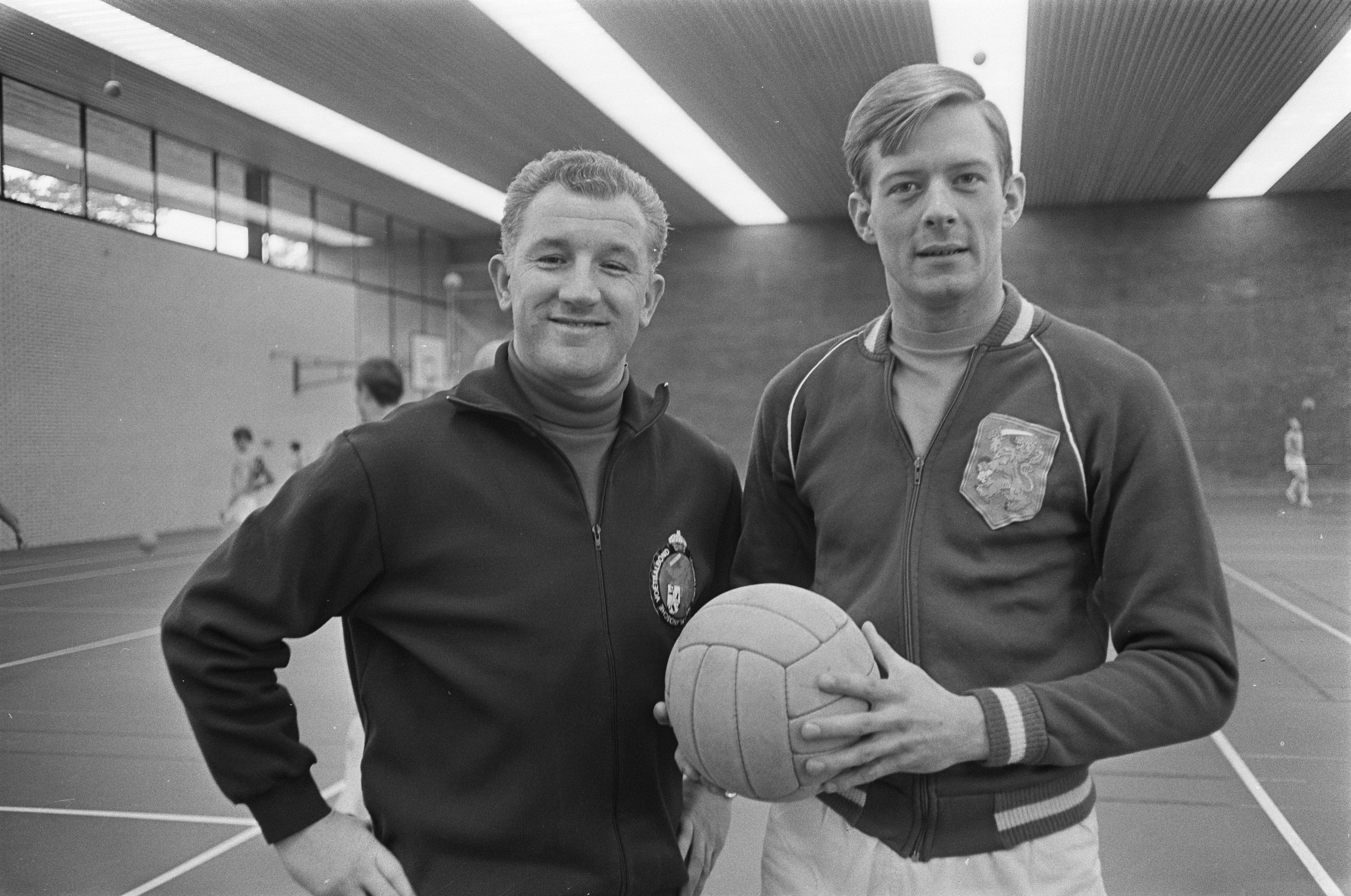
Georg Keßler en Nico van Zoghel in 1968.

 Ook werd hij verantwoordelijk voor de opleiding van oefenmeesters en werd hij docent van trainerscursussen. Hij kreeg onderdak op het in aanbouw zijnde KNVB-sportcentrum in Zeist waar hij als eerste bewoner de nieuwbouwwoning betrok.

### Bondscoach
Toen Denis Neville in november 1965 plotseling stopte als bondscoach, schoof de KNVB Keßler als opvolger naar voren. Op 33-jarige leeftijd kreeg hij van de voetbalbond een langlopend contract voorgelegd, van 1 december 1965 tot 31 juli 1971.   
Zijn eerste interland vond plaats op 23 maart 1966. Het Nederlands elftal verloor thuis de vriendschappelijke wedstrijd tegen West-Duitsland met 2-4. 
Een belangrijk doel was de kwalificatie voor het Wereldkampioenschap voetbal 1970 in Mexico. Door het 1-1 gelijkspel in de beslissende wedstrijd tegen Bulgarije op 22 oktober 1969 werd Nederland uitgeschakeld. Keßler verklaarde ondanks het mislopen van het WK zijn contract uit te dienen. Maar vier maanden later, in februari 1970, vroeg hij toch zijn ontslag aan. Van zijn 28 wedstrijden als bondscoach won Nederland tien keer, verloor er twaalf en zesmaal speelde Oranje gelijk. 

### Clubtrainer
In 1970 werd Keßler trainer bij Sparta, er werd een 6de plaats behaald in de eredivisie in 1970/71. Een jaar later verkaste hij voor het eerst naar België, waar hij trainer werd bij RSC Anderlecht. Zowel het landskampioenschap als de beker werden gewonnen in het seizoen 1971/72. Linkerspits Rob Rensenbrink maakte ook deel uit van dat team. Keßler vond dat er niet iets bestond als "vedetten" en dus had hij geen probleem om eender wie aan te pakken. Jan Mulder trok aan het eind van dat seizoen 1971/72, in juni 1972, naar AFC Ajax na enkele meningsverschillen met Keßler en ook Paul Van Himst incasseerde kritiek van de Duitse Nederlander. Van Himst was een levende legende bij RSC Anderlecht en Keßler werd ondanks de successen in Brussel snel ontslagen en vervangen door ex-Anderlechtspeler Hippolyte Van den Bosch.
Keßler zelf ging in Nederland  aan de slag bij PEC Zwolle, maar de resultaten vielen tegen (7de in de Eerste Divisie) en dus trok hij in 1974 naar zijn geboorteland om er trainer te worden van Hertha BSC. In Berlijn behaalde Keßler in het begin wel goede resultaten, maar greep hij steeds net naast de grote prijzen. Hertha werd 2de in de competitie in 1974/75. In het seizoen 1975/76 speelde Hertha voor het Europa Cup III-toernooi in de 2de ronde tegen Ajax. Op 22 oktober 1975 werd in Berlijn met 1-0 gewonnen, maar op 5 november 1975 werd in Amsterdam de return met 4-1 verloren van Ajax, met onder meer Ruud Geels in de gelederen. In 1975/76 en 1976/77 ging het bergafwaarts met Hertha, het eindigde als 11de, respectievelijk als 10de van de 18 clubs. In 1977 ging Keßler aan de slag in Oostenrijk bij Wacker Innsbruck en won dat seizoen de Beker van Oostenrijk. In de competitie werd in 1977/78 de derde plaats bereikt.
Vervolgens werd Georg Keßler in de zomer van 1978 trainer van het Nederlandse AZ'67. In 1980/81 werd AZ'67 met grote voorsprong landskampioen, het won de KNVB Beker in 1980/81 en bereikte de finale van het Europacup III-toernooi in 1980/81 die nipt verloren werd (3-0 verlies uit en 4-2 winst thuis in het Olympisch Stadion, Dit na een vierde plaats in 1978/79 en een tweede plaats in 1979/80. Keßler werd een monument in Alkmaar en de Zaanstreek, maar besloot toch om na het seizoen 1981/82 naar het Belgische Club Brugge te vertrekken, na een derde plaats in 1981/82, en opnieuw winst van de KNVB beker. In Brugge leidde hij Club, na een zwarte periode, weer naar Europees voetbal. In 1984 trok hij naar het Griekse Olympiakos Piraeus. Daar vielen de resultaten tegen en werd Keßler ontslagen.
In 1986 kreeg hij de opdracht om 1. FC Köln opnieuw succesvol te maken. Dat lukte Keßler, want Köln speelde dat seizoen de finale van de UEFA Cup. Köln verloor de finale van Real Madrid en begon slecht aan het volgende seizoen en daarom moest Keßler daar al gauw vertrekken.
Uiteindelijk kwam de trainer terecht bij het Belgische Antwerp FC. De Antwerpse club boekte bij de start van het seizoen 1986/87 onder leiding van Leon Nollet dramatisch slechte resultaten (3 punten uit 13 wedstrijden waaronder 10 opeenvolgende nederlagen), maar kon zich onder George Keßler alsnog redden. Het daaropvolgende seizoen stond Antwerp FC met zeer dominant voetbal enkele maanden aan de leiding en sloot de competitie af op de derde plaats. In 1989 zou Keßler trainer/algemeen directeur bij Feyenoord worden. Dit ging op het laatste moment niet door en Keßler werd trainer bij Standard Luik als opvolger van Urbain Braems. Hij slaagde er echter niet in om met Standard Europees voetbal te halen. Voor het seizoen 1991/92 werd hij in de stad waar hij opgroeide trainer bij Fortuna Sittard.
In 1996 kwam hij toch nog even in actie om opnieuw het Belgische Antwerp FC te helpen. In het seizoen 1996/97 werd hij nog zesde, maar in het daaropvolgende seizoen kon hij de terugval niet vermijden en werd ontslagen. In 1998 stopte hij voorgoed als trainer.
Georg Keßler woont tegenwoordig in het Duitse Gemünd in de Eifel.

## Erelijst
RSC Anderlecht
- Eerste klasse: 1971/72
- Beker van België: 1971/72

 Wacker Innsbruck
- ÖFB-Cup: 1977/78

 AZ '67
- Eredivisie: 1980/81
- KNVB beker: 1980/81, 1981/82

## Trivia
- Vanwege zijn formeel taalgebruik en gedistingeerde omgang met pers en spelers kreeg hij de bijnaam Sir Georg.
- Door de nadruk op discipline te leggen, ontlokte hij aan Keulen-doelman Toni Schumacher de opmerking dat bij Keulen zelfs de vliegen in één richting vlogen.
- Het stadion van AZ kent een Georg Kessler Lounge.[8]

Doelmannen: De Koning · Treijtel

Verdedigers: Anema · Filippo · Hovenkamp · Van der Meer · Metgod · Reijnders · Spelbos · Van Rijnsoever · Steinmann · Weijsters

Middenvelders: Arntz · Gaasbeek · Jonker · Nygaard · Oort · Peters

Aanvallers: Van den Dungen · Kist · Talan · Tol · Welzl